# Залізнична манія
Залізнична манія (англ. Railway Mania) — економічна бульбашка у Великій Британії в 1840-х роках.
Манія слідувала стандартним шляхом: чим вище росла ціна залізничних акцій, тим більше в них вкладалися спекулянти, аж до неминучого падіння. Манія досягла свого піку 1846 року, коли було прийнято 272 Акт Парламента, що дають право існування новим залізничним компаніям, а загальна протяжність проектованих залізниць сягнула 15 300 км. Близько третини схвалених доріг так і не були побудовані, або через банкрутства компаній з опрацьованим фінансовим планом, або через їх викуп більшими конкурентами до початку будівництва лінії, або виявилися шахрайськими організаціями для переказу коштів в інший бізнес.

## Причини

Картина першої подорожі залізницею Ліверпуль — Манчестер

Перша у Великій Британії (та у світі) сучасна міжміська залізниця Ліверпуль — Манчестер (L&M), відкрита 1830 року, стала надзвичайно успішною в перевезеннях пасажирів і вантажів. Однак наприкінці 1830-х - початку 1840-х років британська економіка була на спаді. Процентна ставка росла, що робило більш привабливим інвестиції в державні облігації, основний ресурс інвестицій того часу, а політична і соціальна нестабільність відлякувала банки і бізнес від інвестування великих коштів, необхідних для будівництва залізниць (L&M обійшлася в 637 тисяч фунтів стерлінгів (£ 51840000 в цінах 2013 року).
Проте до середини 1840-х економіка значно зросла, а промисловість стала знову зростати. Банк Англії урізав ставки, зробивши облігації менш привабливим об'єктом інвестицій, що призвело до зростання акцій вже існуючих залізничних компаній, оскільки ті перевозили все більше і більше вантажів і людей, привертаючи увагу потенційних інвесторів до нових проектів.
Одним з найважливіших факторів стала і зросла кількість інвесторів. Індустріальна революція почала створювати середній клас. Якщо раніше нові починання спиралися на невелику кількість банків, бізнесменів і багатої знаті при пошуку інвестицій, майбутні залізниці крім них мали великий пласт освіченого населення з накопиченнями, доступними для інвестицій. У 1825 році уряд відмінив «акт про бульбашки», що з'явився після бульбашки компанії Південних морів у 1720 році, який серйозно обмежував створення нових організацій, і, що суттєво, обмежував розмір акціонерного товариства до 5 власників. Зі зникненням цих обмежень практично будь-хто міг інвестувати (і розраховувати на прибуток) у нові компанії, а залізничні компанії вважалися безпрограшним варіантом. Нові медіа (газети) і поява сучасного ринку цінних паперів дали можливість реклами компаній і легкий доступ населення до інвестування. Акції можна було купити, внісши лише 10% депозит, з правом компанії зажадати інше в будь-який час. Залізниці настільки активно рекламувалися як безпрограшний варіант, що тисячі інвесторів невеликого достатку викупили істотну частину акцій, при цьому маючи кошти тільки для депозиту. Багато сімей вклали всі свої кошти в багатообіцяючі залізничні компанії, і багато хто втратив все, коли бульбашка схлопнула, і компанії зажадали решту.
Британський уряд приводу політики «laissez-faire» з практично повною відсутністю регулювання залізниць. Компанії повинні були подавати білль у парламент, щоб отримати право на землю для лінії, яка вказувалася в проекті залізниці, однак не було ніяких обмежень по кількості компаній і ніяких реальних перевірок фінансової спроможності майбутньої лінії. Будь-хто міг створити компанію, зібрати інвестиції та подати білль. Оскільки багато членів парламенту були значними інвесторами в цих компаніях, біллі дуже рідко не проходили узгодження під час піку Манії в 1846 році, хоча парламент все ж не пропускав відверто обманний або неможливі для побудови проекти — в пік Манії було кілька проектів «прямих» доріг, які проходили величезними прямими лініями через поля, які було б дуже важко побудувати, і на яких було б практично неможливо працювати паровозам того часу.

## Кінець Манії

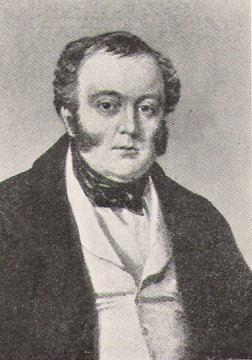
Джордж Хадсон, який об'єднав багато малих доріг у великі маршрути, але в підсумку збанкрутував

Як і інші спекулятивні бульбашки, залізнична манія стала саморозвиватись, ґрунтуючись лише на надоптимістичних спекуляціях. Як тільки десятки компанії приступили до роботи, і неспроможність їх функціонування стала очевидна, інвестори почали розуміти, що далеко не всі залізниці настільки вигідні і легкі в споруді, як вони вірили. До того ж наприкінці 1845 року Банк Англії підняв процентну ставку, в результаті чого банки стали реінвестувати в облігації. Гроші почали витікати із залізничних акцій, гальмуючи спекулятивний бум. Зростання цін на акції стало втрачати динаміку, а потім і зовсім зупинилося. Як тільки почалося падіння, інвестиції припинилися буквально за одну ніч, залишивши велику кількість компаній без фінансування і величезне число інвесторів без шансів повернення будь-яких інвестицій. Більш великі компанії, наприклад, Great Western Railway і Midland Railwayб яка тільки зароджувалася почали скуповувати стратегічні збанкрутілі лінії для розширення своєї мережі. Ці лінії купувалися лише за малу дещицю їх реальної ціни, оскільки інвестори ставилися перед вибором: продати акції за заниженою вартістю або повністю втратити інвестиції.
Економічний цикл активно розвивався, і бум, який створив умови для залізничної манії, став охолоджуватися, перейшовши в спад. Кількість нових залізниць скоротилося практично до нуля в кінці 1840-х - початку 1850-х років, а рідкісні нові лінії будувалися вже великими компаніями. Економічний підйом 1850-х і 1860-х років приніс нове зростання будівництва, проте воно ніколи не досягло і малої частини розмаху Манії - частково завдяки більш уважному контролю з боку держави (ліцензії на будівництво видавалися парламентом), частково дякуючі більш акуратним інвесторам, частково завдяки досягненню зрілості залізничної мережі країни, з майже відсутніми білими плямами на карті, як це було в 1840-х років.

## Результати
На відміну від багатьох економічних бульбашок, залізнична манія принесла реальний відчутний результат від усіх витрачених інвестицій — систему залізниць Великої Британії, хоч і трохи завищеною ціною. Серед непрактичних, надамбіціозних і шахрайських проектів, що з'явилися в ході Манії, було також і багато корисних базових маршрутів. Ці проекти вимагали величезних вкладень, які потрібно залучати у приватних компаній. Ажіотаж під час Манії стимулював людей інвестувати такі необхідні кошти, чого вони не стали б робити до або після Манії. Навіть ті маршрути, які збанкрутували під час Манії, стали прибутковими, коли перейшли у володіння більших конкурентів. У загальній складності за проектами, схваленими у 1844—1846 роках, було побудовано більше 10 тис. км доріг (для порівняння, сучасна мережа Великої Британії — 18 тис. км).